# Scotopteryx vicaria
Scotopteryx vicaria là một loài bướm đêm trong họ Geometridae.